# Sonate K. 105
La sonate K. 105 (F.64/L.204) en sol majeur est une œuvre pour clavier du compositeur italien Domenico Scarlatti.

## Présentation
La sonate K. 105 en sol majeur est notée Allegro. Scarlatti évitant soigneusement de coupler des sonates aux mesures identiques, celle-ci n'est pas liée à la précédente de même tonalité et du même 
. La signature rythmique :
se retrouve dans de nombreuses sonates.

## Manuscrits
Le manuscrit principal est le numéro 8 du volume XV (Ms. 9771) de Venise (1749), copié pour Maria Barbara ; les autres sources manuscrites sont Parme III 24 (Ms. A. G. 31408), Münster IV 39 (Sant Hs 3967), Vienne B 39 (VII 28011 B) et le numéro 27 du manuscrit Ayerbe de Madrid (E-Mc, ms. 3-1408). Une copie figure également dans le manuscrit d'origine espagnole conservé depuis 2011 à la Morgan Library, Mary Flagler Cary Music Collection, ID 316355, Cary 703 (no 1), et à Londres, manuscrit John Worgan, Add. ms. 31553 (no 36).

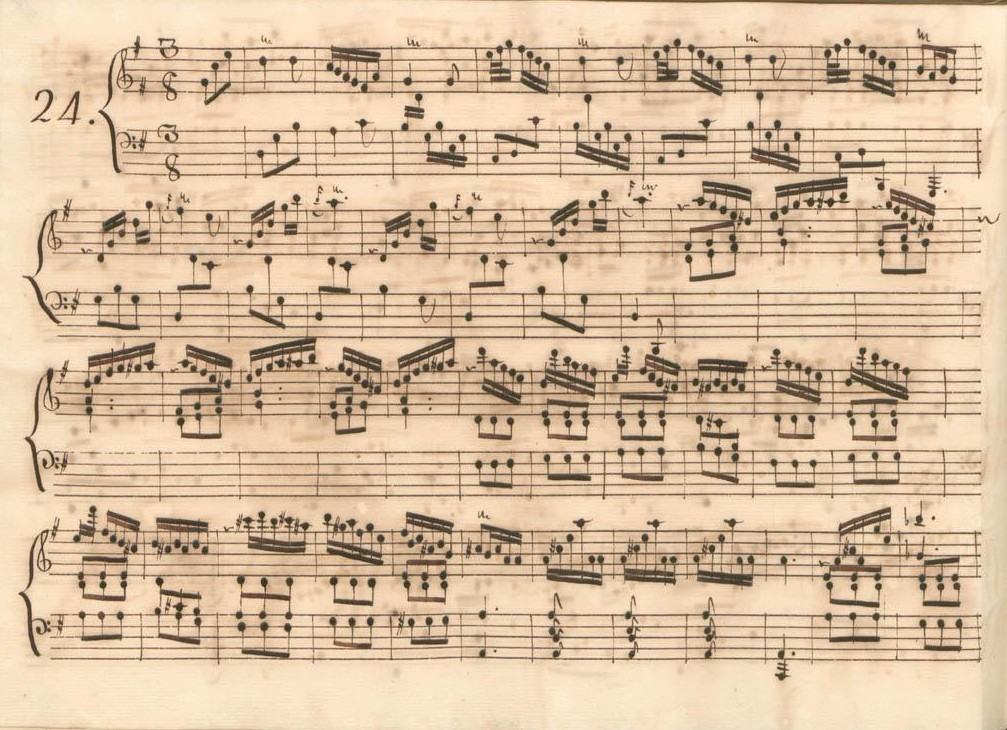
Parme III 24.
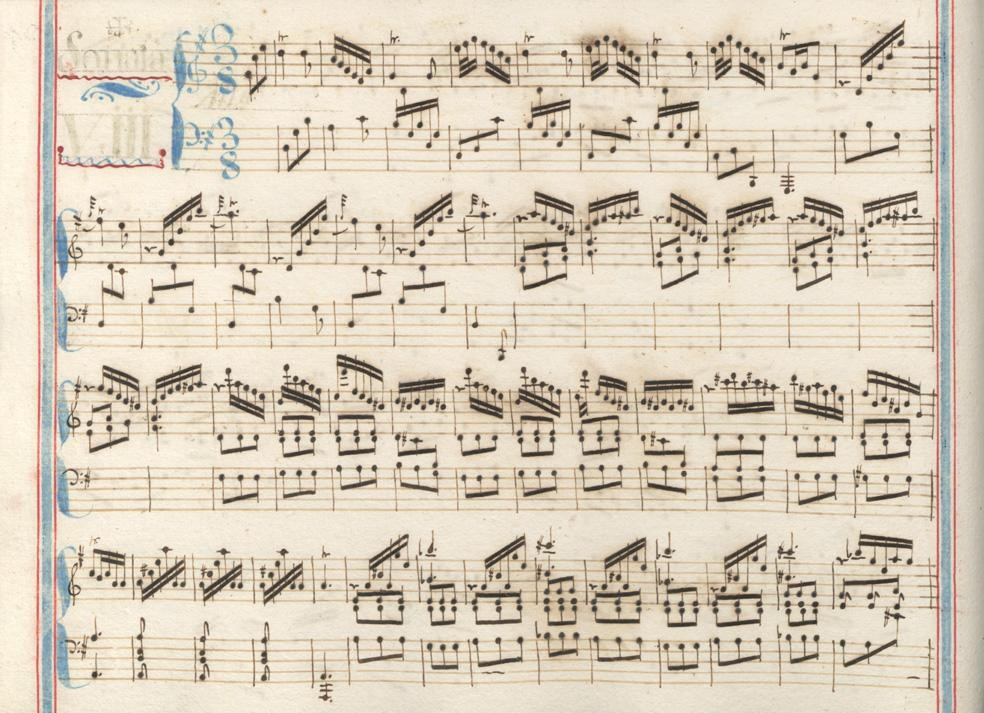
Venise XV 8.
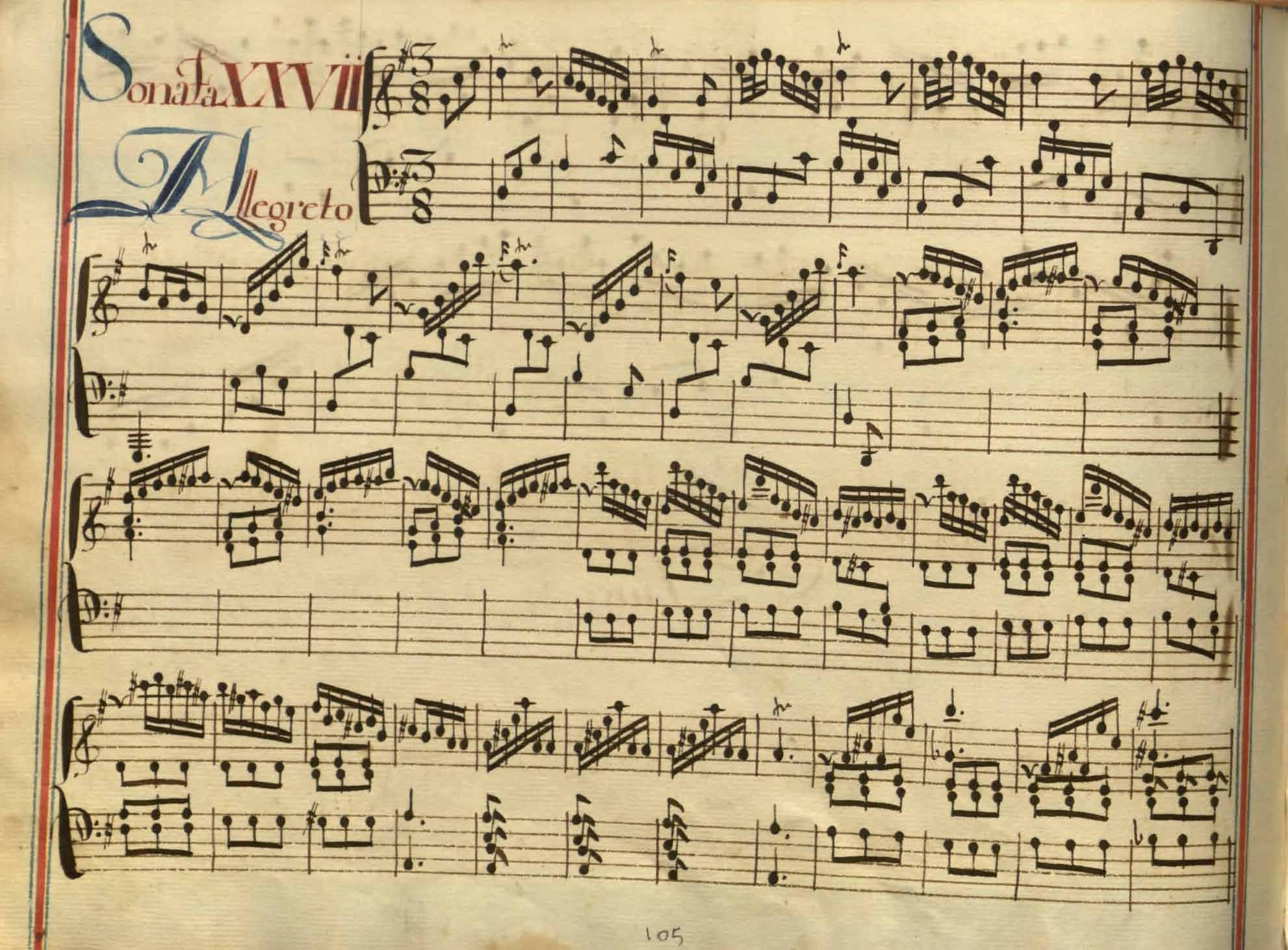
Madrid, 27.
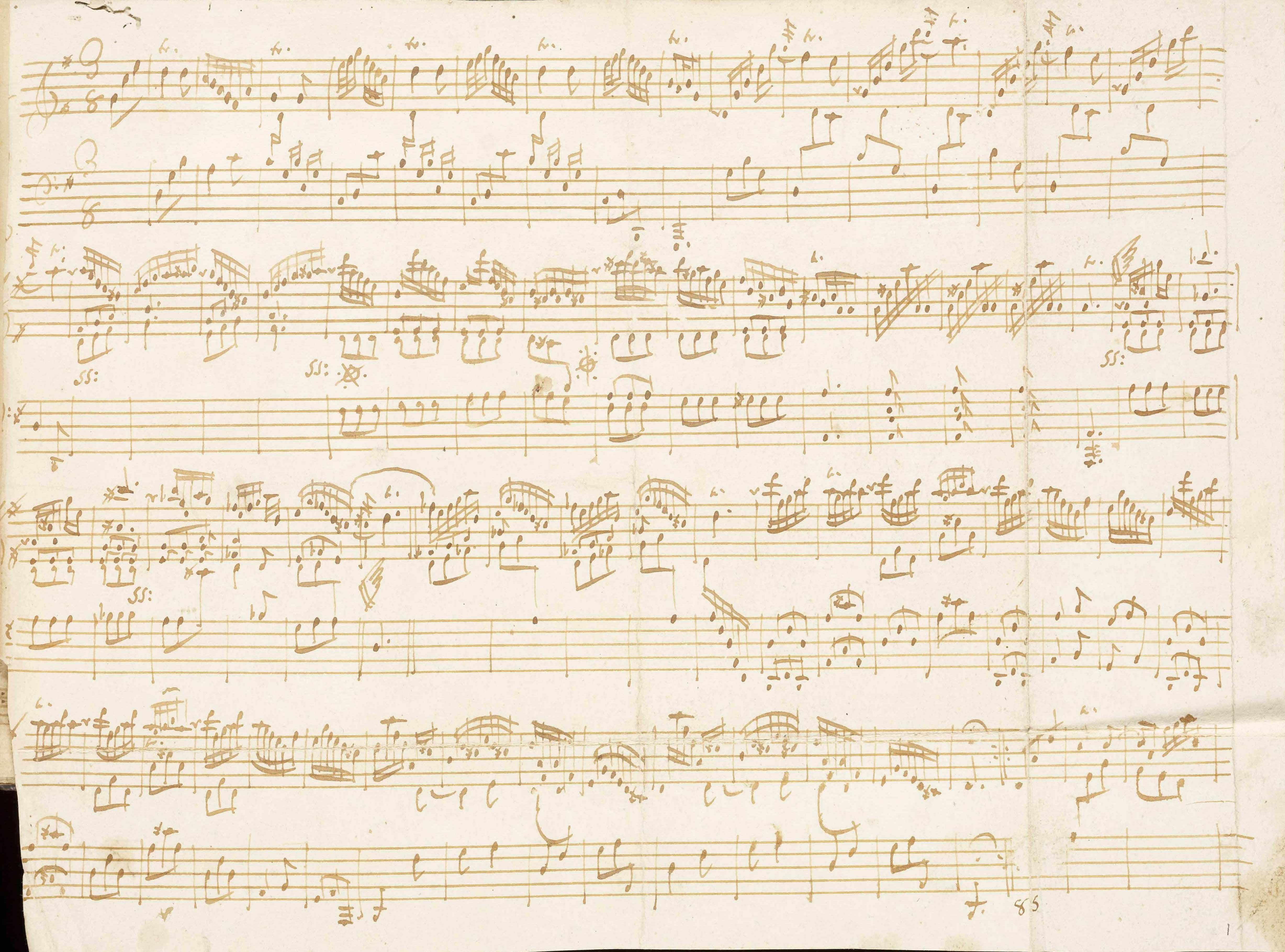
Ms. Cary 703, 1.
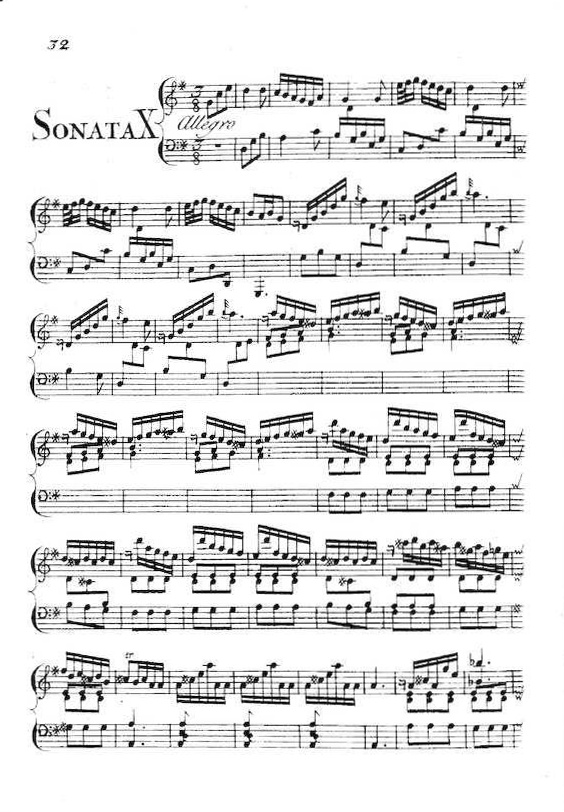
Édition Londres en 1752.

## Interprètes
La sonate K. 105 est interprétée au piano, notamment par John McCabe (1981, Divin Art), Jenő Jandó (1999, Naxos), Carlo Grante (2009, Music & Arts, vol. 2) et Lorenzo Materazzo (2018, Austrian Gramophone) ; au clavecin par Luciano Sgrizzi (1971, Erato), Kenneth Cooper (1975, Vanguard), Rafael Puyana (1984, Harmonia Mundi), Scott Ross (1985, Erato), Virginia Black (1986, EMI), Emilia Fadini (Stradivarius), Pieter-Jan Belder (Brilliant Classics, vol. 3), Richard Lester (2005, Nimbus, vol. 6).

## Sources
: document utilisé comme source pour la rédaction de cet article.
- Ralph Kirkpatrick (trad. de l'anglais par Dennis Collins), Domenico Scarlatti, Paris, Lattès, coll. « Musique et Musiciens », 1982 (1re éd. 1953 (en)), 493 p. (OCLC 954954205, BNF 34689181).
- Alain de Chambure, « Domenico Scarlatti : Intégrale des sonates — Scott Ross », p. 208, Erato (2564-62092-2), 1985 (OCLC 891183737) .
- (es) Laura Cuervo Calvo, « El manuscrito Ayerbe : una fuente española de las sonatas de Domenico Scarlatti de mediados del siglo XVIII », Ad Parnassum, Ut Orpheus Edizioni, vol. 13, no 25,‎ avril 2015, p. 1–26 (ISSN 1722-3954, OCLC 1006521868, lire en ligne).
- (es) Celestino Yáñez Navarro (thèse), Nuevas aportaciones para el estudio de las sonatas de Domenico Scarlatti. Los manuscritos del Archivo de Música de las Catedrales de Zaragoza, Universitat Autònoma de Barcelona, 2016 (lire en ligne)